# دانيال نورتن
دانيال نورتن (بالإنجليزية: Daniel Norton)‏ هو سياسي أسترالي، ولد في 12 يوليو 1905 في المملكة المتحدة، وتوفي في 10 يناير 1992 في برث في أستراليا. حزبياً، نشط في حزب العمال الأسترالي ‏. وقد انتخب عضو الجمعية التشريعية لأستراليا الغربية.